# 음발광

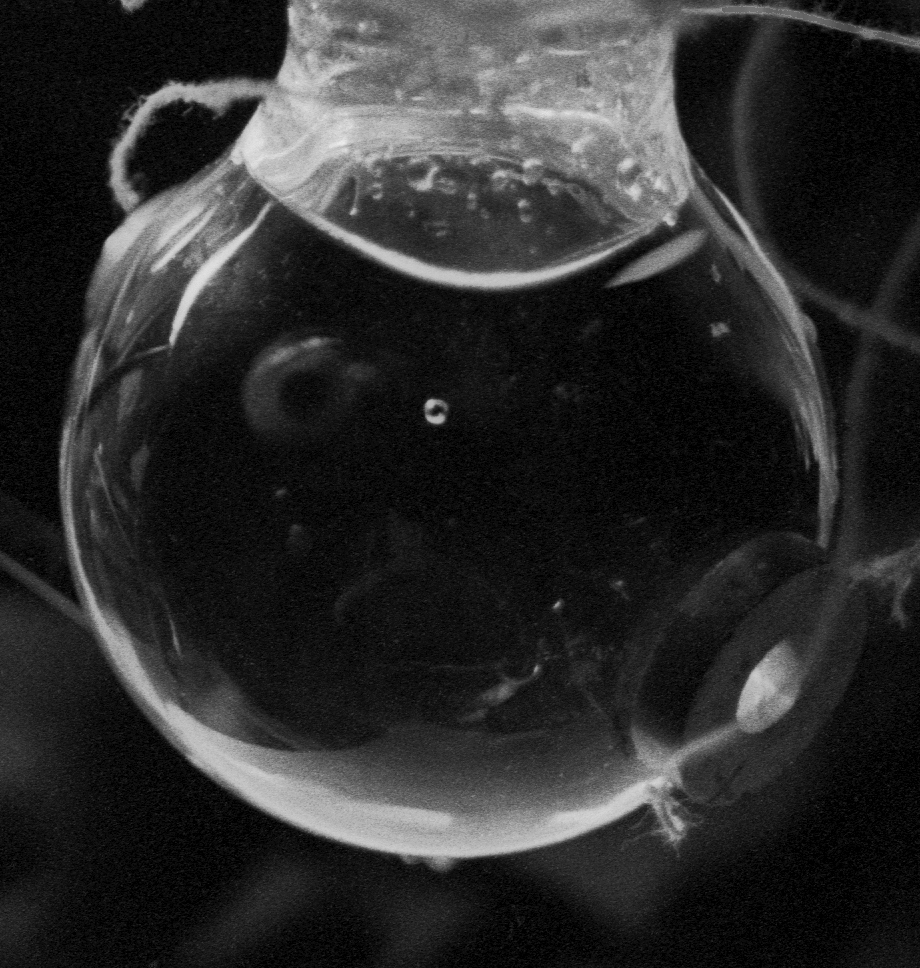

음발광, 음루미네슨스(Sonoluminescence)는 소리에 의해 자극을 받을 때 액체 내에서 자체적으로 붕괴되는 기포로 인해 발광하는 현상이다.
음발광 효과는 1934년 소나에 대한 작업의 결과로서 쾰른 대학교에서 처음 발견되었다.
1960년, 임페리얼 칼리지 런던의 피터 자먼은 음발광 현상의 가장 신뢰할만한 이론을 제안했다. 음발광은 기본적으로 열이 기원이며 붕괴하는 구멍의 마이크로성 충격에서 발생했을 것으로 결론내렸다.

## 같이 보기
- 광원 목록